# Kin Veng Ng
Kin Veng Ng (Traditioneel Chinees: v=吴健荣 / t=吳徤榮, Macau, 12 september 1968) is een Macaus-Chinees autocoureur.

## Carrière
Ng begon zijn autosportcarrière in de toerwagens. In 2002, 2006 en 2008 nam hij met een Honda Integra deel aan verschillende races in het Asian Touring Car Championship. In 2009 stapte hij over naar het Macau Touring Car Championship, waarin hij in een Honda Integra startte in de Super Production-klasse. In zijn eerste seizoen eindigde hij hier op de derde plaats. In 2010 rijdt hij in het MTCC in de AAMC Challenge. Nadat hij in 2010 hier als vijftiende eindigde, verbeterde hij zichzelf in 2011 met een Honda Civic naar een zevende plaats. In 2012 reed hij in een Chevrolet Cruze in het MTCC en werd hij vijfde in de AAMC Challenge.
In 2012 maakte Ng zijn debuut in het World Touring Car Championship. Voor het team China Dragon Racing reed hij in een Chevrolet Cruze de races in China en Macau. Zijn beste resultaat behaalde hij met een zeventiende plaats in de tweede race van het laatste weekend. In 2013 reed hij opnieuw voor China Dragon Racing de races in Japan, China en Macau. Dit jaar was zijn beste resultaat een elfde plaats in de tweede race van het laatste weekend.